# Umberto Masetti

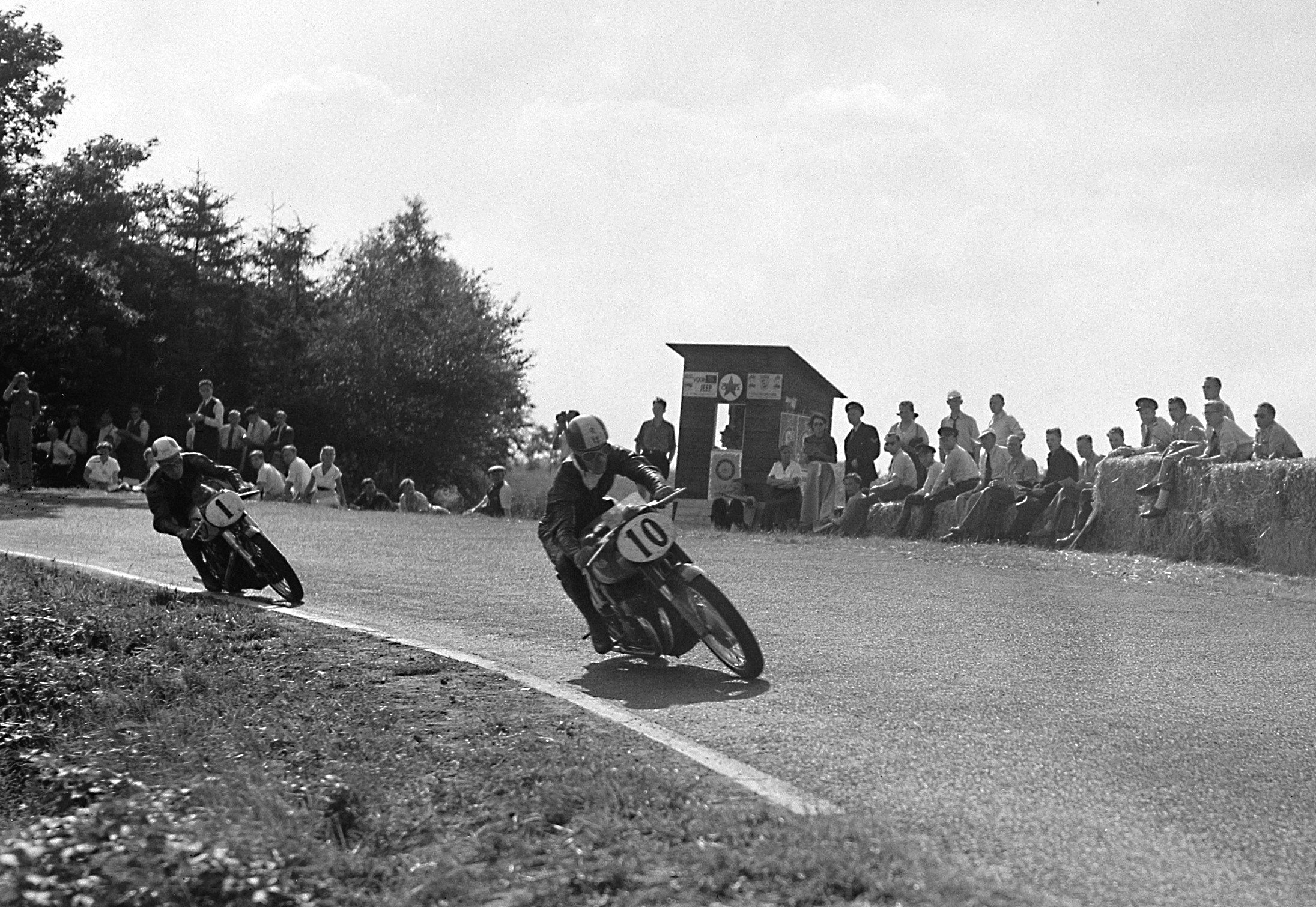
500-cm³-Klasse: Der spätere Sieger Umberto Masetti auf Gilera (#10) vor Geoff Duke auf Norton, TT Assen (1952)

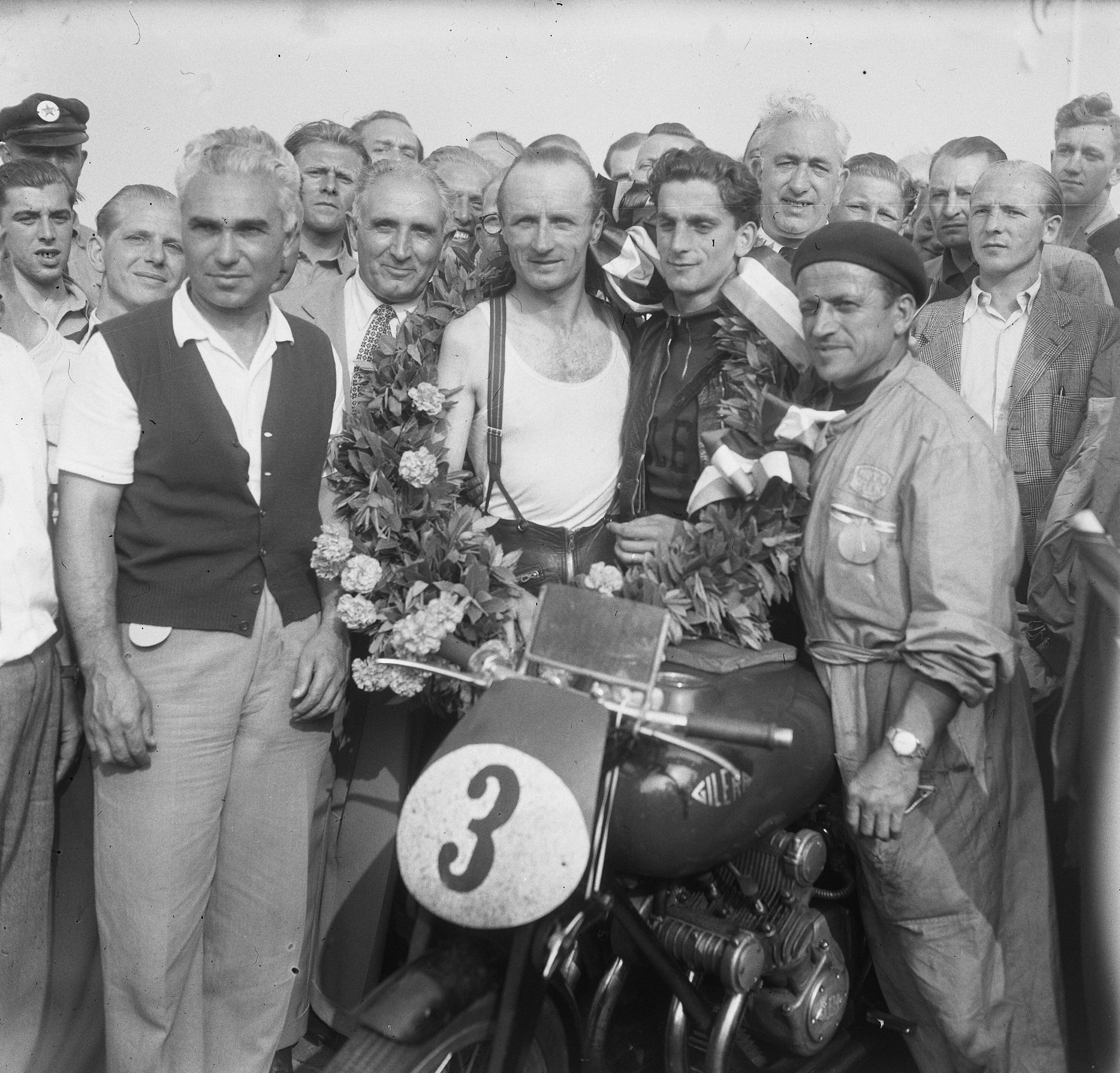
Masetti (r.) zusammen mit Nello Pagani nach seinem Sieg bei der Dutch TT 1950

Umberto Masetti (* 4. Mai 1926 in Parma; † 28. Mai 2006 in Maranello) war ein italienischer Motorradrenn- und Automobilrennfahrer.
In den Jahren 1950 und 1952 wurde er Motorrad-Weltmeister in der 500-cm³-Klasse und begründete damit die große Tradition seines Landes im Motorrad-Straßenrennsport, die später Größen wie Giacomo Agostini oder Valentino Rossi fortsetzten.

## Leben
Zum ersten Mal trat Masetti im Premierenjahr der Motorrad-Weltmeisterschaft 1949 (125-cm³-Klasse) mit einer Morini an. In der Saison 1950 gewann er mit knappem Vorsprung auf Geoff Duke (Norton) als erster Italiener die Weltmeisterschaft in der Klasse bis 500 cm³ mit einer Gilera. Im folgenden Jahr gewann er den Grand Prix von Spanien und 1952 erneut die Halbliter-WM. In der Saison 1953 startete Masetti für NSU in der Klasse bis 250 cm³, hatte jedoch einen Unfall in Imola, so dass er nicht weiter an der Saison teilnehmen konnte. Im folgenden Jahr trat er wieder mit Gilera in der 500-cm³-Klasse an und erreichte hinter seinem alten Rivalen Geoff Duke den zweiten Platz. Ab 1955 fuhr Masetti für MV Agusta und trat 1958, nach einer wenig erfolgreichen Saison, aus dem Motorsport zurück.
Umberto Masetti lebte danach in Maranello und starb dort am 28. Mai 2006 im Alter von 80 Jahren an einer Atemwegserkrankung.

## Statistik

### Erfolge
- 1950 – 500-cm³-Weltmeister auf Gilera
- 1952 – 500-cm³-Weltmeister auf Gilera
- 6 Grand-Prix-Siege

### In der Motorrad-Weltmeisterschaft
| Saison | Klasse  | Motorrad  | Rennen | Siege | Podien | Punkte | Position    |
| ------ | ------- | --------- | ------ | ----- | ------ | ------ | ----------- |
| 1949   | 125 cm³ | Morini    | 2      | –     | 1      | 13     | 3.          |
| 1949   | 250 cm³ | Benelli   | 1      | –     | 1      | 7      | 10.         |
| 1950   | 500 cm³ | Gilera    | 5      | 2     | 4      | 28     | Weltmeister |
| 1951   | 500 cm³ | Gilera    | 4      | 1     | 3      | 21     | 3.          |
| 1952   | 500 cm³ | Gilera    | 4      | 2     | 4      | 28     | Weltmeister |
| 1953   | 250 cm³ | NSU       | 1      | –     | –      | 1      | 15.         |
| 1954   | 500 cm³ | Gilera    | 1      | –     | 1      | 6      | 10.         |
| 1955   | 250 cm³ | MV Agusta | 3      | –     | 2      | 11     | 5.          |
| 1955   | 500 cm³ | MV Agusta | 4      | 1     | 3      | 19     | 3.          |
| 1956   | 350 cm³ | MV Agusta | 1      | –     | –      | 2      | 14.         |
| 1956   | 500 cm³ | MV Agusta | 2      | –     | 1      | 9      | 6.          |
| 1957   | 350 cm³ | MV Agusta | 1      | –     | –      | 3      | 10.         |
| 1957   | 500 cm³ | MV Agusta | 1      | –     | –      | 2      | 15.         |
| 1958   | 500 cm³ | MV Agusta | 1      | –     | 1      | 4      | 13.         |
| Gesamt | Gesamt  | Gesamt    | 31     | 6     | 21     | 154    | 2 WM-Titel  |

### Einzelergebnisse in der Sportwagen-Weltmeisterschaft
| Saison | Team              | Rennwagen | 1   | 2   | 3   | 4   | 5   | 6   | 7   |
| ------ | ----------------- | --------- | --- | --- | --- | --- | --- | --- | --- |
| 1957   | Equipo Montecarlo | Osca MT4  | BUA | SEB | MIM | NÜR | LEM | KRI | CAR |
| 1957   | Equipo Montecarlo | Osca MT4  |     |     |     | 11  |     |     |     |